# Abricots
Abricots, in creolo haitiano Abriko, è un comune di Haiti facente parte dell'arrondissement di Jérémie nel dipartimento di Grand'Anse.